# Kradenpuhl
Kradenpuhl ist eine aus einer Hofschaft hervorgegangene Ortschaft in der Stadt Leichlingen (Rheinland) im Rheinisch-Bergischen Kreis.

## Lage und Beschreibung
Kradenpuhl liegt im Tal der Wupper nördlich des Leichlinger Zentrums an der Kreisstraße 1 in der naturräumlichen Einheit Unteres Wuppertal. Der nahe Fluss bildet die Stadtgrenze zu Solingen, eine Fußgängerbrücke verbindet über die Wupper Kradenpuhl mit dem Solinger Ort Horn.
Nachbarorte sind Nesselrath, Altenhof, Scheidt, Bertenrath, Kuhle, Hülstrung und Unterberg diesseits der Wupper und Müllerhof auf der anderen Wupperseite. Auf Solinger Stadtgebiet befinden sich neben Horn die Nachbarorte Gosse, Rupelrath und Hütte. Wüst gefallen ist Büchelshäuschen.

## Geschichte
Kradenpuhl wurde erstmals im Jahr 1273 als Cradenpul urkundlich erwähnt, 1402 als Cradenpoil. Der Ortsname setzt sich dabei aus den Worten Krade, rheinisch für Kröte, und mndd. pôl (= Pfuhl, Sumpf) zusammen. Die Namensbedeutung lautet also Krötensumpf.
Die Karte Topographia Ducatus Montani aus dem Jahre 1715 zeigt vier Höfe unter dem Namen Cradepohl. Im 18. Jahrhundert gehörte der Ort zum Kirchspiel Leichlingen im bergischen Amt Miselohe. Die Topographische Aufnahme der Rheinlande von 1824 und die Preußische Uraufnahme von 1844 verzeichnen den Ort als Kradenpohl bzw. Cradenpuhl.
1815/16 lebten 71 Einwohner im Ort. 1832 gehörte Kradenpuhl der Bürgermeisterei Leichlingen an. Der laut der Statistik und Topographie des Regierungsbezirks Düsseldorf als Dorfschaft kategorisierte Ort besaß zu dieser Zeit 13 Wohnhäuser und 17 landwirtschaftliche Gebäude. Zu dieser Zeit lebten 72 Einwohner im Ort, davon zwölf katholischen und 60 evangelischen Glaubens.
Im Gemeindelexikon für die Provinz Rheinland werden 1885 17 Wohnhäuser mit 88 Einwohnern angegeben. 1895 besitzt der Ort 14 Wohnhäuser mit 71 Einwohnern, 1905 16 Wohnhäuser und 69 Einwohner.

### Die Wupperbrücke
Die Fußgängerbrücke über die Wupper wird bei der lokalen Bevölkerung Juckelbrücke genannt. Wupperüberquerungen mittels Fußstegen an dieser Stelle sind seit dem 16. Jahrhundert belegt, aber erst der Bau einer Drahtseilbrücke aufgrund von Eingaben Leichlinger und Höhscheider Bürgern im Jahr 1910 führte zu der Benennung. Die Drahtseilbrücke besaß aufgrund von Fehlberechnungen bei den Brückenpfeilern nicht die erforderliche Stabilität, so dass bereits 1912 Zutrittsbeschränkungen eingeführt werden mussten. Das Schwanken der Brücke inspirierte die Anwohner zu den Namen Wackel- oder Juckelbrücke. Insbesondere bei Jugendlichen war es laut einem Bericht von 1914 beliebt, die Brücke absichtlich zum Schwanken zu bringen.
Die Drahtseilbrücke wurde in den 1920er Jahren durch eine Betonbrücke ersetzt, die 2012 aus Gründen der Baufälligkeit gesperrt werden musste. Die Stadt Solingen zog ihre Zusage zur hälftigen Finanzierung zwischenzeitlich zurück, so dass die Finanzierung eines Neubaus erst 2014 gesichert war. Die Betonbrücke wurde 2014 abgerissen und im Juni 2014 durch eine Leichtmetallbrücke ersetzt. Von den Gesamtkosten von 638.000 Euro wurden 425.000 Euro vom Land Nordrhein-Westfalen übernommen, der Rest teilten sich die Städte Solingen und Leichlingen.